# Cerechta bouvieri
Cerechta bouvieri är en insektsart som beskrevs av Bolívar, I. 1922. Cerechta bouvieri ingår i släktet Cerechta och familjen gräshoppor. Inga underarter finns listade i Catalogue of Life.